# Śluza, Warmińsko-Mazurskie
Śluza [ˈɕluza] (tiếng Đức: Schleuse)  là một ngôi làng thuộc khu hành chính của Gmina Banie Mazurskie, thuộc huyện Gołdapski, Warmińsko-Mazurskie, ở phía bắc Ba Lan, gần biên giới với tỉnh Kaliningrad của Nga.